# Pueblo valenciano
El pueblo valenciano (en valenciano: poble valencià, valencians) constituye un grupo socio-lingüístico español y una nacionalidad histórica natural de la Comunidad Valenciana, España, cuya «lengua propia es el valenciano». Desde 2006 el pueblo valenciano está oficialmente reconocido en el Estatuto de Autonomía de la Comunidad Valenciana como una nacionalidad dentro de la unidad de la nación española.

## Idioma

Extensión del Valenciano en la Comunidad Valenciana.

Históricamente, los valencianos han hablado distintos idiomas y dialectos, como el navarroaragonés, el castellano (idiomas que influyeron en el actual valenciano) y el valenciano, siendo este último la lengua tradicional y propia. El valenciano y el español son las lenguas oficiales de la Comunidad Valenciana, por lo que la sociedad valenciana es una sociedad bilingüe, aunque algunos afirman que se trata de una situación de diglosia donde el valenciano esta perdiendo fuerza en favor del español.

### Debates sociolingüísticos
El valenciano ha sido objeto de controversia en torno a su clasificación lingüística. La mayoría de lingüistas lo considera una variante del catalán. Algunas instituciones filológicas que respaldan esta teoría son el Instituto de Estudios Catalanes, la Real Academia Española y la AVL. Sin embargo, existen sectores secesionistas que sostienen que el valenciano debe considerarse una lengua independiente, y promueven normativas alternativas como las Normas de El Puig. Algunas de las instituciones que respaldan esta teoría son la RACV y Lo Rat Penat.

## Genética y demografía
Los estudios genéticos muestran que los valencianos comparten un fondo genético similar al del resto de la población española y Europea Occidental. En particular, presentan afinidades con los pueblos del litoral atlántico y mediterráneo. Los valencianos son la población española que más se diferencia del resto de españoles después de los extremeños. Aún así, los valencianos tienen una historia genética sumamente parecida a la de los demás españoles, pudiendo destacar en ser más cercanos a los aragoneses que a cualquier otro pueblo. Esto se debe a la repoblación del Reino de Valencia después de la conquista de Valencia por Jaime I en 1238, efectuada por colonos aragoneses, navarros, y en menor medida, catalanes, occitanos, castellanos y demás pueblos. Existen sectores que afirman que el pueblo valenciano cuenta con una genética más próxima al pueblo catalán, sin embargo, estas afirmaciones han sido desmentidas por investigaciones científicas.
La población valenciana se concentra tradicionalmente en las zonas de huerta y de costa, así como cerca de los ríos importantes como el Júcar, el Turia, el Segura, el Vinalopó y en los puertos marítimos. Las poblaciones históricamente importantes desde época romana son Sagunto y Denia; posteriormente adquirirían relevancia las ciudades de Valencia, Alicante, Játiva, Orihuela, Elche, Gandía y Villarreal. En el siglo XX, a raíz de la inmigración y el desarrollo industrial, Alzira y Castellón de la Plana experimentaron un notable crecimiento. La densidad de población es más alta en la zona central y sur que en el norte o en el interior, gracias a la repoblación de tierras de cultivo llevada a cabo tras la reconquista cristiana. 

## Religión
La mayoría de los valencianos se identifican hoy en día como católicos, con una estimación aproximada del 70% de la población. Este hecho se debe a una larga tradición histórica vinculada al cristianismo, la cual peligró durante la ocupación musulmana, pero se consolidó tras la incorporación del territorio a la Corona de Aragón en el siglo XIII, mediante la conquista de Valencia por Jaime I en 1238. A raíz de la reconquista, el cristianismo se convirtió en la religión predominante, y fue favorecido por la posterior repoblación del territorio con colonos católicos. Debido al contexto histórico, se llevaron a cabo pogromos y expulsiones contra los judíos de la ciudad de Valencia. El santo patrón de los valencianos es san Vicente Ferrer y la patrona, la Virgen de los Desamparados. Actualmente la sociedad valenciana se ha secularizado y ha adoptado otras confesiones, aunque muchos elementos de la identidad cultural valenciana aún se encuentran estrechamente ligados a la tradición católica.

## Simbología
Gran parte de los símbolos tradicionales del pueblo valenciano coinciden con los de Aragón, Cataluña y las Islas Baleares. Esto se debe a que gran parte de la historia de los valencianos es compartida con la de las entidades ya mencionadas. El símbolo valenciano más antiguo es el Pendón de la Conquista de Valencia, que data de 1238, año de la conquista de la ciudad de Valencia. Este pendón proviene del escudo de la Corona de Aragón, que según la leyenda data del siglo IX. Desde el primer momento, el Reino de Valencia comparte este símbolo con los demás territorios de la Corona de Aragón. La bandera de la Comunidad Valenciana, inspirada en el pendón de la conquista, lleva la corona real sobre fondo azul. Se trata de la única bandera legal y vigente en todo el territorio.

## Tradiciones
El pueblo valenciano siente un fuerte apego por las costumbres y el folclore, que incluyen cantos tradicionales como las albades, las dansaes, el uso de la dolçaina y el tabalet, los gigantes y cabezudos, las fiestas de Moros y Cristianos y las fiestas del fuego. Entre las fiestas más destacadas se encuentran las de Moros y Cristianos, celebradas en numerosas localidades, siendo especialmente relevantes las de Alcoy y Villajoyosa; el Misterio de Elche; y, en las capitales, las fiestas de la Magdalena en Castellón de la Plana, las Fallas en Valencia y las Hogueras en Alicante. También son relevantes las romerías, como la de les Canyes en Castellón, previa a la semana grande de fiestas, y la de la Santa Faz en Alicante. Otras festividades más generales adoptan rasgos propios de la Comunidad Valenciana, como la bendición de animales por San Antonio en enero, la Semana Santa con procesiones destacadas en Orihuela, Crevillente, Alicante y los barrios marítimos de Valencia, o el Corpus Christi, celebrado en la ciudad de Valencia con el desfile de la Moma. Por último, cabe destacar la procesión de la Reial Senyera cada 9 de octubre, día de la Comunidad Valenciana.

## Gastronomía
La gastronomía valenciana es un reflejo de su entorno mediterráneo, con una fuerte presencia de productos del mar, del arroz y de la huerta. La paella es el plato más emblemático y conocido. La dieta se basa en ingredientes locales como la alcachofa, el tomate, el aceite de oliva, el pescado y los cítricos, especialmente la naranja. 

## Valencianos ilustres
A lo largo de la historia han existido muchos valencianos destacables, algunos de estos son
- Arnau de Vilanova
- Vicente Ferrer
- Ausiàs March
- Joanot Martorell
- Alejandro VI
- Andrés Sempere
- Rafael Martí de Viciana
- Pere Antoni Beuter
- Gregorio Mayans
- Antonio José de Cavanilles
- Luis Lamarca y Morata
- Vicente Blasco Ibáñez
- Joaquim Sorolla i Bastida
- José Iturbi
- Lluís Fullana i Mira
- Miguel Hernández Gilabert
- Joaquín Rodrigo
- Josep Maria Guinot
- Anfós Ramon i García (ca)